# قناة نايل دراما
قناة نايل دراما هي قناة تلفزيونية مصرية متخصصة في عرض المسلسلات المصرية الحديثة و القديمة. القناة تابعة لشبكة تليفزيون النيل المتخصصة التابعة إلى التليفزيون المصري. وتشتري القناة مسلسلات جديدة للعرض في رمضان. وتبث أرضيًا وفضائيًا.

## البث
- تردد القناة 11843 H أفقي 27500 على النايل سات.[2]